# Wallace „Mad Bear“ Anderson
Wallace „Mad Bear“ Anderson (* 9. November 1927 in Lewiston, USA; † 10. Dezember 1985) war ein Aktivist der Tuscarora, Steuerverweigerer und in den 1950er Jahren ein Sprecher für die Unabhängigkeit der indigenen Bevölkerung Amerikas.
Er bekam den Namen „Mad Bear“ (Wütender Bär) als Kind von seiner Großmutter aufgrund seines Temperaments. Als junger Mann diente er in der U.S. Navy während des Zweiten Weltkriegs in Okinawa und später in Korea während des Koreakrieges.
Anderson wurde Aktivist für die Rechte der Indianer, als ihm ein Kredit nach dem G. I. Bill verweigert wurde, um ein Haus in dem Tuscarora-Reservat zu erbauen.
Er war Medizinmann, spiritueller Redner und Kommunikator zwischen den Stämmen.